# Sam Fraser
Sam Fraser (* 17. Mai 1998) ist ein australischer Schauspieler.

## Filmografie (Auswahl)
- 2008: The Black Balloon
- 2008–2009: Trapped!
- 2009: My Place
- 2010: Weihnachtsmann Junior – Der Film (Santa’s Apprentice)
- 2010: Emmas Chatroom (Fernsehserie, 15 Episoden)
- 2015: Winter (Fernsehserie, 3 Episoden)